# DJBFA
DJBFA – Danske Jazz, Beat og Folkemusik Autorer – er en fag- og brancheorganisation for sangskrivere og komponister. Foreningen blev grundlagt 21. marts 1973. Formand var komponist og sangskriver Arne Würgler 
Organisationens formål er at varetage medlemmernes faglige og økonomiske interesser samt juridisk rådgivning.
Foreningen er repræsenteret med to medlemmer i KODAs råd.
DJBFA udgiver et medlemsblad, DANSKE SANGSKRIVERE OG KOMPONISTER, hver anden måned.